# 孝行猿

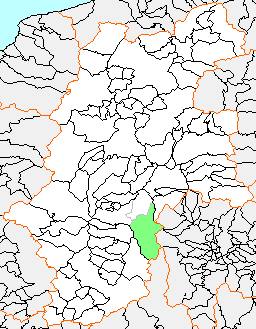
物語が伝わる長野県伊那市長谷の位置

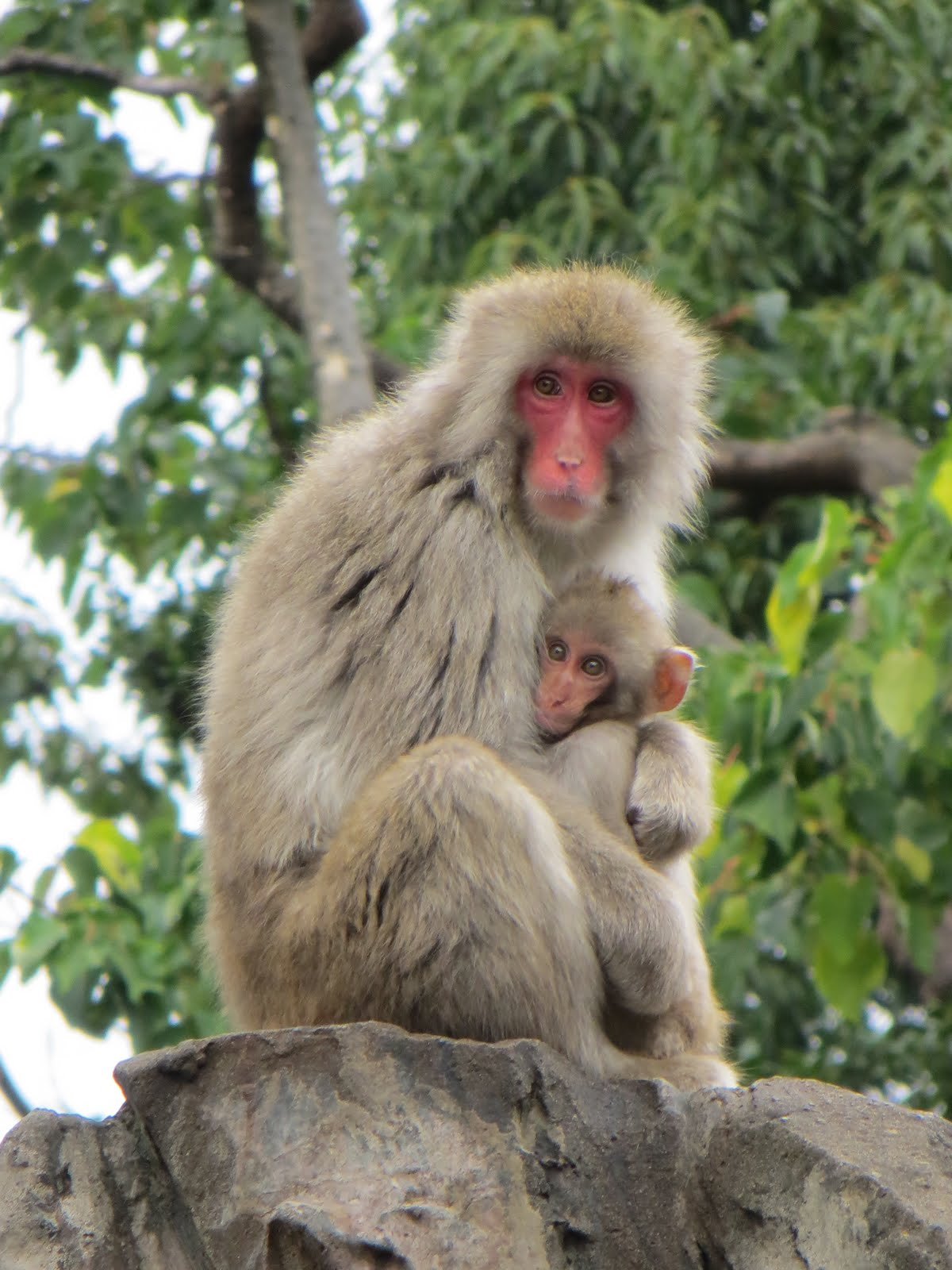
ニホンザルの親子（東京都、上野動物園）

『孝行猿』（こうこうざる）は、長野県伊那市に伝わる民話。伊那市指定無形民俗文化財。

## あらすじ
この物語は「孝行猿の民話」として伊那市指定無形民俗文化財に指定されている（1972年（昭和47年）8月25日付け、当時・上伊那郡長谷村）。物語の舞台は伊那市長谷市野瀬の柏木集落とされ、あらすじは以下の通りである。
冬を目前に控えたある日、村に住む猟師・勘助（かんすけ）は狩猟に出かけたものの1匹も仕留めることができず、帰り道の途中でたまたま木の上で寝ていた大猿を見付け、銃で仕留めた。帰宅した勘助は、大猿を囲炉裏に吊るし、床に就いた。
その夜、物音で目を覚ました勘助は、囲炉裏の周りに集まる3匹の子猿の姿を目にする。彼らは勘助が仕留めた大猿の子供で、親猿の傷を癒やそうと一生懸命であった。生計を立てるためとはいえ、自らの行為を悔やむ勘助。夜が明け、子猿たちが山へと帰っていった後、勘助は親猿を1本の大きな松の木の下に埋葬し、祠を建てて供養した。そして自ら頭を丸め、諸国行脚の旅に出たという。

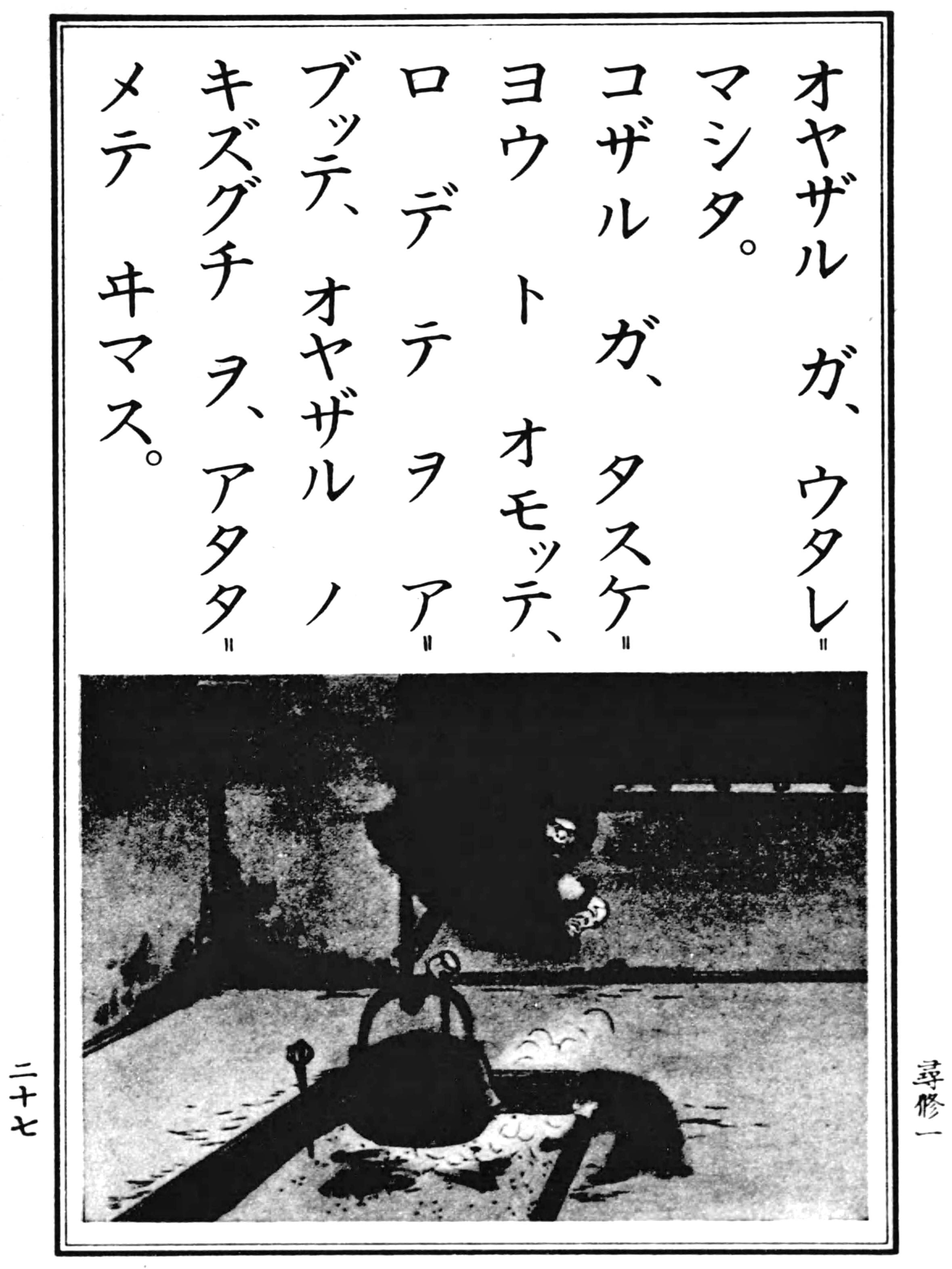
戦前の教科書に見える孝行猿の民話。当時の子供たちはこの物語を例に、親を大切にするよう教えられた。

この物語は江戸時代の説話集『新著聞集』（第2巻「慈愛篇」、寛延2年（1749年）刊）に収録され、これをきっかけに日本全国で広く知られるようになった。明治時代には学校の修身の授業で用いる教科書に採用されている。戦後は修身の教科は廃止となったが、代わって道徳の授業の中でこの物語が取り上げられることがあった。1985年（昭和60年）5月18日、テレビアニメ『まんが日本昔ばなし』で映像化作品『孝行猿』放送。演出・作画は上口照人、文芸は沖島勲、美術は関口良雄が担当した。
現代では地元の婦人会による紙芝居の制作や、小学校における孝行猿にちなんだ演奏会の開催、全国から親への思いをテーマとした手紙作品の募集・選出（コンクール）など、孝行猿の物語を後世に伝える取り組みがなされている。

## 関連する施設・名所

### 孝行猿資料館
伊那市長谷市野瀬、南アルプス生涯学習センター「入野谷」の2階にある。広さ約28平方メートルの展示室には囲炉裏のある和室が設けられ、猿たちの健気な姿を彫刻で再現している。入場無料。
かつては柏木集落にある勘助の子孫が住まう邸宅の一部が資料館として利用されていたが、2007年（平成19年）に閉館。2010年（平成22年）、「入野谷」内に現在の資料館が設置された。総事業費は約570万円。
「入野谷」は、生涯学習・健康増進などを目的として1998年（平成10年）、旧・伊那里小学校跡地に開業した宿泊施設である。企業の研修施設としても活用できるほか、パワースポット「分杭峠」人気にあやかり瞑想・気功の部屋などが用意されていた。しかし、パワースポットブームの沈静化に伴い利用者数が減少。経営難から2019年（令和元年）11月をもって閉館となった。
交通アクセスは以下の通り。
公共交通機関
JR飯田線・伊那北駅または伊那市駅から路線バスで25分間、高遠バス停で循環バスに乗り換え。
自家用自動車
中央自動車道・伊那インターチェンジから自動車で50分間。または諏訪インターチェンジから65分間。普通車30台、大型車2台が駐車可能な無料駐車場がある。

### 孝行猿の碑
「入野谷」前に建つ。川原石製で高さは1.8メートル。中央には孝行猿のレリーフ（銅板）がはめ込まれている。もとは1966年（昭和41年）3月、長谷村立伊那里小学校の玄関前に建てられたもの。歌人で彫塑家の藤澤古實も製作に協力している。

### 孝行猿の遺跡
柏木集落から30分間歩いた場所にあるのが、親猿が埋葬されたとされる石の祠である。正面に「山神宮」とあり、隣には「孝行猿の遺跡」と記された石碑が建つ。伝承によると勘助は一本松の大木の下に親猿を埋葬したといわれているが、その木はやがて枯死し、1961年（昭和36年）の災害で倒木した。なお、この松の木は勘助が親猿を埋葬した際に植えたものともいわれ、樹勢があった頃は「傘松」（からかさまつ）と呼ばれていたという。